# Тейлор, Роберт (актёр Австралии)
Роберт Тейлор (англ. Robert Taylor; род. 7 июля 1963, Мельбурн) — австралийский актёр кино и телевидения. Более всего известен своей ролью агента Джонса в культовом фильме «Матрица» и главной ролью в сериале «Лонгмайер».

## Биография
Роберт Тейлор снимается в кино более 25 лет.
В детстве мечтал стать актёром, и однажды увидев объявление о наборе в драматическую школу «Western Australia Academy of Performing Arts», решил исполнить мечту. Поступил в драматическую школу и проучился в ней 3 года. В 1986 году окончил её. Начинал как телевизионный актёр в Австралии, где и продолжает жить сейчас (Мельбурн). Принял участие более чем в 53 фильмах начиная с 1988 года. Первая картина — «Barracuda»
Среди первых успешных телевизионных работ — участие в популярном британском сериале «Ballykissangel», где он сыграл отца Винсента, в фильме «После дождя» и в долгоиграющем популярном австралийском сериале «Blue Heelers».
Он часто появлялся в качестве приглашённого гостя в различных телевизионных проектах, включая «Flipper» и «Поющие в терновнике 2», в «Братстве Розы» и в «Yellowthread Street».
Международная известность пришла к нему после исполнения роли агента Джонса в первой «Матрице» (1999) братьев Вачовских. Затем последовали роли в чёрной комедии «Muggers» (1998) и в высокогорном триллере Мартина Кэмбелла «Вертикальный предел» (2000).
Он снимался также в фильме ужасов «Крокодил».
Исполнял главную роль в австралийском триллере «Штормовое предупреждение» (2007), а также в 2009 году снялся в австралийском фильме «Coffin Rock».
С 2012 года по 2017 год (вышло 6 сезонов) исполнял главную роль в американском сериале «Лонгмайр» («Longmire»).

## Фильмография
- 2016—2017 Волчья яма / Wolf Creek (сериал) … Роланд Торогуд
- 2012—2017 Longmire (сериал) … шериф Walter «Walt» Longmire
- 2009 Coffin Rock … Rob Willis
- 2007—2009 City Homicide (сериал) … Kevin Steele
- 2007 Bloody Sweet Hit, The … Lindsay
- 2007—2010 Наслаждение / Satisfaction (сериал) … John McCoy
- 2007 Крокодил / Rogue … Everett Kennedy
- 2007 Штормовое предупреждение / Storm Warning … Rob
- 2005 Геркулес / Hercules (ТВ) … Kiron
- 2004 Загадка Натали Вуд / Mystery of Natalie Wood, The (ТВ) … Nicholas Ray
- 2003 Банда Келли / Ned Kelly … Sherrit Trooper
- 2002 Roundabout … Police Officer 1
- 2002—2005 MDA / MDA (сериал) … Paul Bennett
- 2002 Слово вора / Hard Word, The … Frank
- 2000 После дождя / After the Rain … Jack Behring
- 2000 Вертикальный предел / Vertical Limit … Skip Taylor
- 2000 Muggers … Det. Con. Porter
- 1999 Первая дочь / First Daughter (ТВ) … Mason
- 1999 Матрица / Matrix, The … Agent Jones
- 1998—2004 Stingers (сериал) … Det. Sgt. Mick Foley
- 1997—1998 Good Guys Bad Guys (сериал) … Andrew Costello
- 1996 Twisted Tales (сериал) /
- 1996 Поющие в терновнике: Пропавшие годы / Thorn Birds: The Missing Years, The (ТВ) … Jack Cleary
- 1995 Последняя пуля / Last Bullet, The (ТВ) … Sgt. Caldwell
- 1995—2000 Флиппер / Flipper (сериал)
- 1994 All Things Bright and Beautiful (ТВ) … «B» Special Sergeant
- 1993 Feds, The (ТВ) … Dave Griffin
- 1993 Feds: Terror, The (ТВ) … David Griffin
- 1993 Feds: Abduction, The (ТВ) … David Griffin
- 1993 Feds: Betrayal, The (ТВ) … David Griffin
- 1993 Feds: Deadfall, The (ТВ) … David Griffin
- 1993 Feds: Deception, The (ТВ) … David Griffin
- 1993 Feds: Obsession, The (ТВ) … David Griffin
- 1993 Feds: Seduction, The (ТВ) … David Griffin
- 1993 Feds: Suspect, The (ТВ) … David Griffin
- 1993 Feds: Vengeance, The (ТВ) … David Griffin
- 1992 Steel Justice (ТВ) … Detective Lt. David Nash
- 1989 Братство розы / Brotherhood of the Rose (ТВ) … Pollux
- 1988 Barracuda (ТВ) … Constable Gottlieb
- 1988 Clean Machine, The (ТВ) … Const. Ron Healy
- 1988 Что-то не отсюда / Something Is Out There (ТВ) … 1st Officer
- 1988 Danger Down Under (ТВ) … King
- 1988—2009 Дома и в пути / Home and Away (сериал) … Nicholas Walsh
- 1986—1991 Flying Doctors, The (сериал) … Lachlan McGregor